# Fabio Zambrana Marchetti
Fabio Zambrana Marchetti (Santa Cruz de la Sierra, Bolivia, 6 de noviembre de 1963) es un cantautor y músico boliviano, compositor de «La bomba» y fundador de la banda Azul Azul.

## Carrera artística
Durante su juventud fue vocalista principal de la banda Zambia, y después formó parte de un grupo de rock llamado Rapsodia.[cita requerida]
En 1990 fundó Azul Azul junto a Marcos Justiniano, Lea Plaza en el bajo, Luis Fernando "Nandy" Justiniano Suárez en la batería y Martín Espada Flores en la guitarra.[cita requerida]
Ha escrito y compuesto temas musicales para su banda, entre ellos «La bomba», que alcanzó una gran popularidad dentro y fuera de Bolivia. Otras famosas canciones de su propia autoría son «Mamá no quiero comer más huevo», «Mentirosa», «El canto de las aves», «Sábado», «El hombre es como el oso», que fue interpretada a dúo con Laura León y «Cumbia lenta».
El 18 de octubre de 2002 recibió el Premio Ritmo Latino Music Award a Compositor del Año en el Shrine Auditory de Hollywood, California (EE. UU.).
En 2008 lanzó su primer disco en solitario Dame chocolate y te doy bombón.[cita requerida]
Tras la disolución de Azul Azul en 2011, Fabio compone y produce temas musicales para otros artistas.[cita requerida]
En 2015 presentó su autobiografía La bomba.
En 2021, Fabio Zambrana recibió un "Reconocimiento a la Trayectoria" durante los Bolivia Music Awards, en honor a su destacada carrera en la industria musical nacional.

## Discografía
Con Azul Azul
- 1995: "El corte de la banana"
- 1998: "El sapo"
- 2003: "Apretaito"
- 2006: "Música Boliviana"
- 2008: "Dame chocolate y te doy bombón"
- 2009: "Enganchados latinos"
- 2017: "La Bomba 2017"